# Rotscherengarnele
Die Rotscherengarnele (Macrobrachium peguense), auch als Inlesee-Burma-Garnele bekannt, gehört zur Familie der Felsen- und Partnergarnelen (Palaemonidae) und ist eine mittelgroße Garnelenart, die endemisch im Inle-See in Myanmar vorkommt. Diese Art zeichnet sich durch ihren transparenten bis bräunlichen Körper mit charakteristischen Streifen und Punkten sowie durch ihre auffälligen Scheren aus, die manchmal eine rötliche Färbung aufweisen können. In der Aquaristik ist die Rotscherengarnele aufgrund ihrer einfachen Haltung und ihrer Fähigkeit, sich an verschiedene Wasserbedingungen anzupassen, beliebt. Die Fortpflanzung erfolgt im Süßwasser, wobei die Weibchen nach der Paarung Eier tragen, aus denen nach einigen Wochen Junggarnelen schlüpfen.

## Merkmale
Die Rotscherengarnele (Macrobrachium peguense) ist eine mittelgroße Garnelenart, die eine Körperlänge von etwa 40 bis 50 Millimetern erreicht. Ihr Körper ist transparent bis grau oder bräunlich gefärbt, oft mit einem charakteristischen Muster aus feinen hellbraunen bis dunkelbraunen Streifen und Punkten. Die Scheren können manchmal eine rötliche Färbung aufweisen, sind aber häufig ebenfalls transparent.
Ein markantes Merkmal der Rotscherengarnele ist ihr Rostrum, das stets bis über die Antennenbasis reicht und etwas kürzer oder selten gleich lang wie die Antennenschuppe ist. Die Rostralformel beträgt 6-10/3-5 (dorsale/ventrale Zähne), wobei üblicherweise 7-9/3-4 Zähne vorhanden sind, mit 1 oder 2 Zähnen hinter der Augengrube. Subapikale Zähne können vorhanden sein oder fehlen.
Im Gegensatz zu Krebsen ist bei den Großarmgarnelen, zu denen die Rotscherengarnele gehört, das erste Scherenbeinpaar relativ klein, während das zweite Scherenbeinpaar auffallend groß und markant ist. Die ersten Scherenbeine der Rotscherengarnele reichen bis zur Antennenschuppe oder sind etwas kürzer, wobei die Scherenglieder gleich lang oder etwas kürzer als die Scherenbasis sind. Die zweiten Scherenbeine sind bei beiden Geschlechtern gleich ausgebildet und ähneln sich. Sie erreichen fast die halbe Gesamtkörperlänge, wobei die glatten, fein behaarten Scherenglieder stets kürzer als die Scherenbasis sind.
Die Unterscheidung der Geschlechter kann bei dieser Art schwierig sein, wobei die eitragenden Weibchen tendenziell etwas massiger als die Männchen sind. Die Weibchen haben aber etwas feinere Scheren und bleiben auch geringfügig kleiner.
Die Rotscherengarnele kann mit der ähnlichen, aber größeren Ringelhandgarnele (Macrobrachium assamense) verwechselt werden. Die Rotscherengarnele hat jedoch im Vergleich deutlich kleinere Scheren.

## Verbreitung
Die natürliche Verbreitung der Rotscherengarnele ist endemisch auf den Inle-See in Myanmar beschränkt. Dieser See bietet die spezifischen Umweltbedingungen, die für das Gedeihen dieser Garnelenart ideal sind. Sie bevorzugen weiches bis mittelhartes Wasser mit einem pH-Wert von 6 bis 7,5 und Temperaturen zwischen 22 und 30 Grad Celsius. Diese Bedingungen sind auch in Aquarien leicht nachzuahmen, was zur Beliebtheit der Art in der Aquaristik beiträgt.

## Aquaristische Haltung
Die Haltung der Rotscherengarnele ist für Anfänger geeignet, da sie keine besonderen Anforderungen an die Wasserqualität stellt. Sie bevorzugt weiches bis mittelhartes Wasser mit einem pH-Wert zwischen 6 und 7,5 und einer Temperatur von 22 bis 30 Grad Celsius. Ein gut strukturiertes Aquarium mit vielen Versteckmöglichkeiten, wie Pflanzen, Wurzeln und Dekorationen, ist ideal, da sich die Garnelen relativ territorial verhalten können.
Es wird empfohlen, die Rotscherengarnele in Gruppen von mindestens drei bis fünf Tieren zu halten, um ihr natürliches Sozialverhalten zu fördern. Die Vergesellschaftung mit Zwerggarnelen und mittelgroßen, nicht räuberischen Fischen ist möglich, wobei darauf geachtet werden sollte, dass die Wasserwerte für alle Bewohner geeignet sind.
Die Rotscherengarnele ist ein Allesfresser, der eine ausgewogene Ernährung aus tierischen und pflanzlichen Bestandteilen benötigt. Sie bevorzugt Proteinfutter, das zwei- bis dreimal wöchentlich angeboten werden sollte, ergänzt durch Frostfutter, Fischfutter und gelegentlich Grünfutter wie Spinat oder Brennnesseln. Braunes Herbstlaub im Aquarium dient nicht nur als Versteck, sondern auch als dauerhafte Nahrungsquelle. Dass sie bei Nahrungsunterangebot auch Planarien und Schnecken fressen, macht sie besonders wertvoll in Aquarien, die von diesen Schädlingen geplagt werden.

## Fortpflanzung
Für eine erfolgreiche Fortpflanzung der Rotscherengarnele sind bestimmte Wasserparameter wichtig. Sie bevorzugen weiches bis mittelhartes Wasser mit einem pH-Wert zwischen 6 und 7,5 und Temperaturen von 20 bis 30 Grad Celsius. Diese Garnelen sollten nicht einzeln gehalten werden, da sie sich in Gruppen wohler fühlen. Eine Gruppe von mindestens fünf Tieren wird empfohlen, um ihr natürliches Verhalten zu fördern. Dies sind ideale Voraussetzungen, um ihre Fortpflanzung zu fördern.
Die Fortpflanzung der Rotscherengarnele erfolgt im Süßwasser und ist relativ unkompliziert. Die Weibchen tragen nach der Paarung zwischen 20 und 40 Eier, die im Körper etwa alle sechs bis 8 Wochen ovovivipar ausgebrütet werden. Diese Fortpflanzungsstrategie ist bei vielen Garnelenarten üblich und sorgt dafür, dass die Eier gut geschützt sind, bis nach etwa drei bis vier Wochen vollständig entwickelte Junggarnelen schlüpfen. Diese Jungtiere benötigen keine spezielle Aufzuchtpflege, solange das Aquarium ausreichend Versteckmöglichkeiten bietet, um sie vor möglichen Fressfeinden zu schützen. Die Fortpflanzung kann jedoch zu einer raschen Vermehrung führen, weshalb eine Kontrolle der Population durch natürliche Fressfeinde oder manuelle Entnahme notwendig sein kann.